# 奇先生妙小姐
《奇先生妙小姐》（英語：Mr.Men Little Miss）是英國兒童文學作家羅傑·哈格里夫斯的作品，1971年在英國首次出版。《奇先生妙小姐》已經被翻譯成15種語言，在世界各地的30多個國家，累績達1億本的總銷量。

## 故事概要
每一冊介紹一個角色登場，故事通常以一位角色為中心。故事書外型簡約而且有許多插圖。

## 角色造型
《奇先生妙小姐》每一位角色名稱都暗示自己的性格，並使用「先生」和「小姐」來作為稱呼，角色們的性格相當極端，例如惡作劇先生（Mr.Mischief）經常惡作劇，角色全部以獨特的形狀和單一膚色為主調，例如開心先生（Mr.Happy）就是圓形和黃色，心情通常很快樂。

## 聯名系列
- StayReal

## 資料來源
- 新聞（页面存档备份，存于）
- 新聞（页面存档备份，存于）

## 外部連結
- 奇先生妙小姐 官方網站* 奇先生妙小姐 美國官方網站
- （页面存档备份，存于）
- 奇先生妙小姐 日本官方網站（页面存档备份，存于）